# Tipula (Lunatipula) profdrassi
Tipula (Lunatipula) profdrassi is een tweevleugelige uit de familie langpootmuggen (Tipulidae). De soort komt voor in het Palearctisch gebied.